# Внеземная вода
Вода вне планеты Земля, или, хотя бы, следы её существования в прошлом, являются объектами сильного научного интереса, так как предполагают возможность существования внеземной жизни.
Земля, 71 % поверхности которой покрыта водными океанами, является на данный момент единственной известной в Солнечной системе планетой, содержащей воду в жидком состоянии. Имеются научные данные, что на некоторых спутниках планет-гигантов (Юпитера, Сатурна, Урана и Нептуна) вода может находиться под толстой корой льда, покрывающей небесное тело. Однако однозначных доказательств наличия жидкой воды в Солнечной системе, кроме как на Земле, на данный момент нет. Океаны и вода могут иметься в других звёздных системах и/или на их планетах и других небесных телах на их орбите. Например, водяной пар был обнаружен в 2007 году в протопланетном диске в 1 а. е. от молодой звезды MWC 480.

## Солнечная система
Ранее считалось, что водоёмы и каналы с водой могут находиться на поверхности Венеры и Марса. С развитием разрешения телескопов и появлением других методов наблюдения эти данные были опровергнуты. Однако присутствие воды на Марсе в далёком прошлом остаётся темой для научных дискуссий.
Томас Голд в рамках гипотезы о Глубокой горячей биосферы заявлял, что многие объекты Солнечной системы могут содержать подземные воды.

### Луна
Лунные моря, представляющие собой, как сейчас известно, огромные базальтовые равнины, ранее считались водоёмами. Впервые некоторые сомнения относительно водной природы лунных «морей» высказал Галилей в своём «Диалоге о двух системах мира». Учитывая, что теория гигантского столкновения на данный момент является господствующей среди теорий происхождения Луны, можно сделать вывод, что на Луне никогда не было морей или океанов.

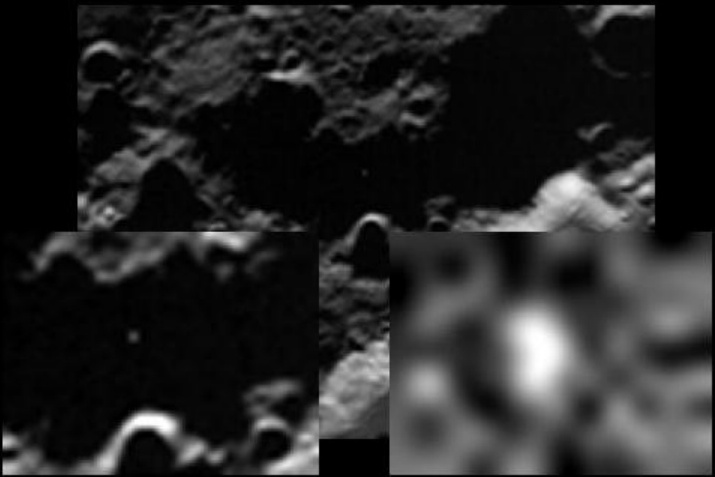
Вспышка от столкновения разгонного блока «Центавр» зонда LCROSS с Луной

В июле 2008 года группа американских геологов из Института Карнеги и Университета Брауна обнаружила в образцах грунта Луны следы воды, в большом количестве выделявшейся из недр спутника на ранних этапах его существования. Позднее бо́льшая часть этой воды испарилась в космос.
Российские учёные с помощью созданного ими прибора LEND, установленного на зонде LRO, выявили участки Луны, наиболее богатые водородом. На основании этих данных НАСА выбрало место для проведения бомбардировки Луны зондом LCROSS. После проведения эксперимента, 13 ноября 2009 года НАСА сообщило об обнаружении в кратере Кабео в районе Южного полюса воды в виде льда. По мнению руководителя проекта Энтони Колапрета вода на Луне могла появиться из нескольких источников: из-за взаимодействия протонов солнечного ветра с кислородом в почве Луны, принесена астероидами или кометами или межгалактическими облаками.
Согласно данным, переданным радаром Mini-SAR, установленным на индийском лунном аппарате Чандраян-1, всего в регионе северного полюса обнаружено не менее 600 млн тонн воды, бо́льшая часть которой находится в виде ледяных глыб, покоящихся на дне лунных кратеров вечной тени. Вода была обнаружена в более чем 40 кратерах, диаметр которых варьируется от 2 до 15 км. Сейчас у учёных уже нет никаких сомнений в том, что найденный лёд — это именно водный лёд.

### Венера

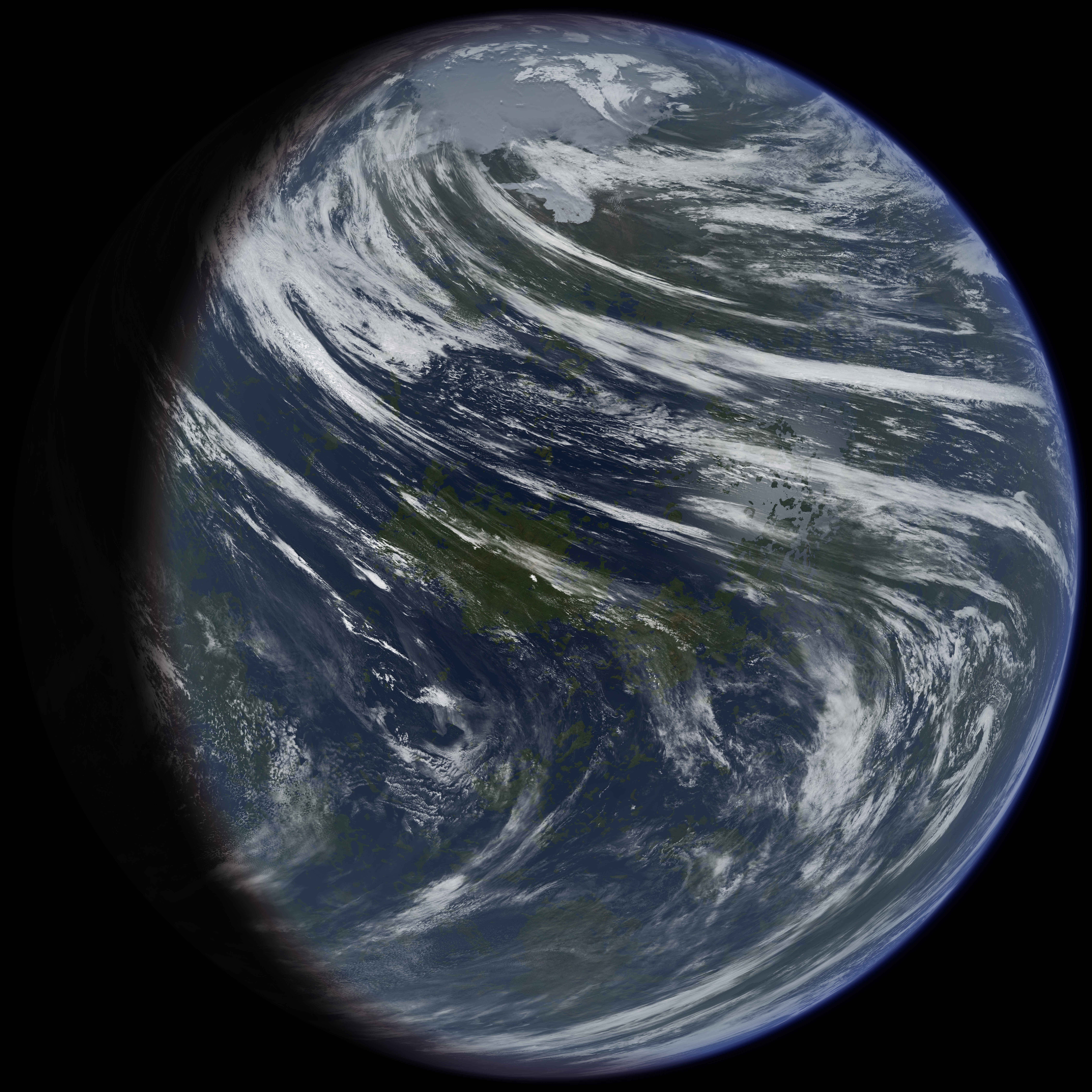
Так будет выглядеть Венера с биосферой (по версии Дейна Балларда)

До того как космические аппараты сели на поверхность Венеры, высказывались гипотезы, что на её поверхности могут находиться океаны. Но, как выяснилось, для этого на Венере слишком жарко. В то же время, в незначительном количестве водяной пар обнаружен в атмосфере Венеры.
На данный момент имеются веские основания считать, что в прошлом на Венере существовала вода. Мнения учёных расходятся лишь в отношении того, в каком состоянии она находилась на Венере. Так, Дэвид Гринспун из Национального музея науки и природы в Колорадо и Джордж Хасимото из Университета города Кобэ считают, что вода на Венере существовала в жидком состоянии в виде океанов. Свои выводы они основывают на косвенных признаках существования гранитов на Венере, которые могут образоваться лишь при значительном присутствии воды. Однако гипотеза о вспышке вулканической активности на планете около 500 млн лет назад, которая полностью изменила поверхность планеты, затрудняет проверку данных о существовании океана воды на поверхности Венеры в прошлом. Ответ мог бы дать образец грунта Венеры.
Эрик Шасефьер (Eric Chassefière) из Университета Париж-Юг (Université Paris-Sud) и Колин Уилсон из Оксфордского университета, считают, что вода на Венере никогда не существовала в жидком виде, но содержалась в гораздо бо́льшем количестве в атмосфере Венеры. В 2009 году с помощью зонда Venus Express были получены доказательства того, что из-за солнечного излучения большой объём воды был потерян из атмосферы Венеры в космос.

### Марс

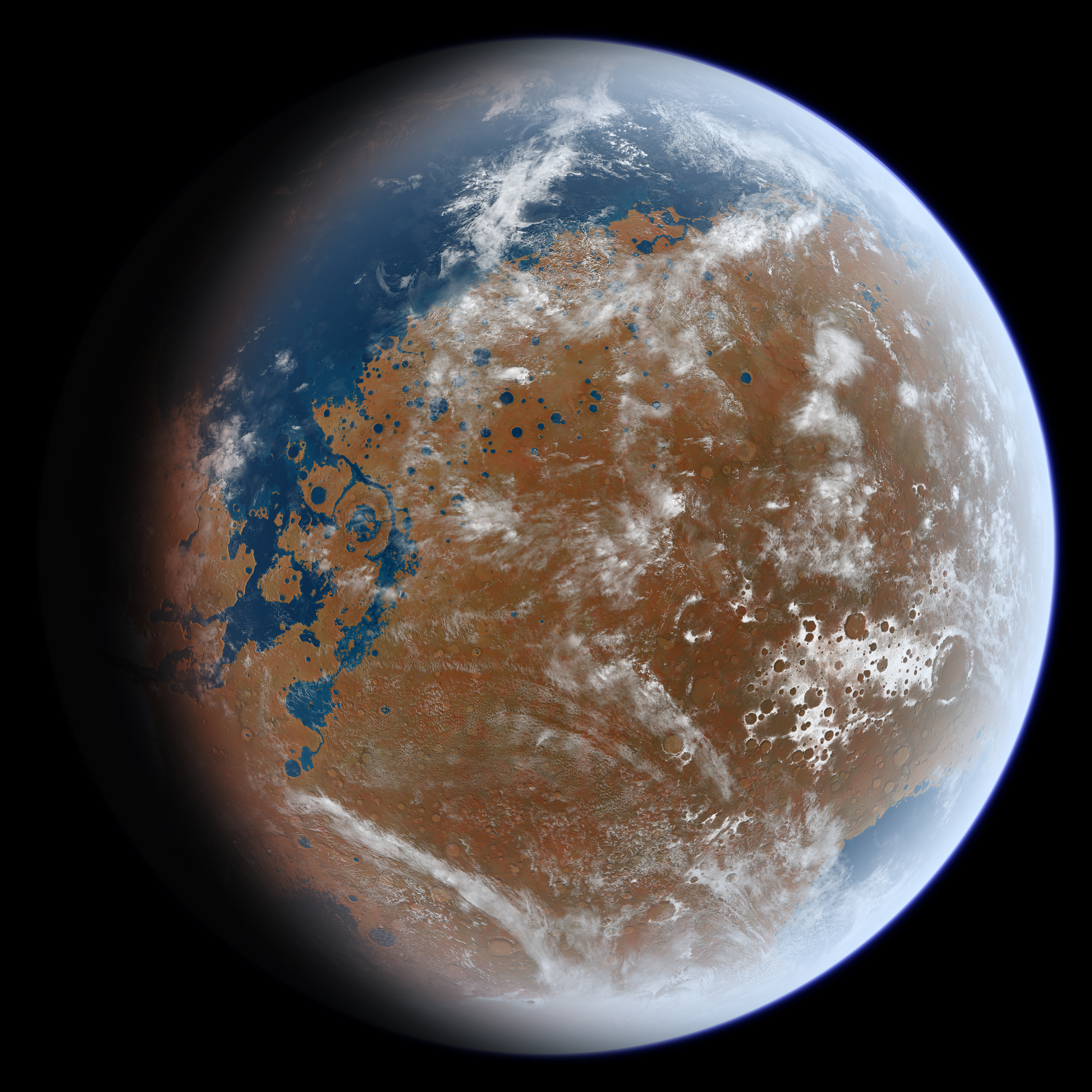
Так мог бы выглядеть Марс, если бы на нём имелся океан

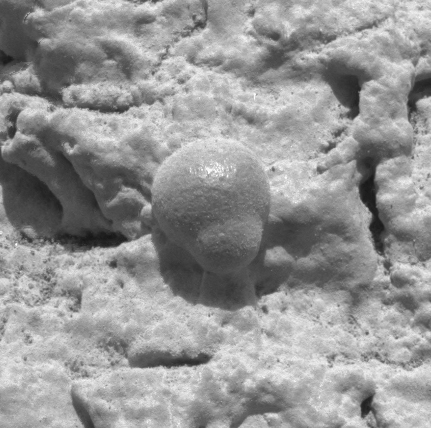
Микроскопическое фото конкреции гематита размером 1,3 см, снятое Opportunity 2 марта 2004 г., показывает присутствие в прошлом жидкой воды

Телескопические наблюдения со времён Галилея давали учёным возможность допускать, что на Марсе есть жидкая вода и жизнь. По мере роста объёма данных о планете оказалось, что воды в атмосфере Марса содержится ничтожно малое количество, и было дано объяснение феномену марсианских каналов.
Ранее считалось, что до того как Марс высох, он был более похожим на Землю. Открытие кратеров на поверхности планеты поколебало эту точку зрения, но последующие открытия показали, что, возможно, вода в жидком состоянии присутствовала на поверхности Марса.
Имеется гипотеза о существовании в прошлом покрытого льдом Марсианского океана.
Имеется ряд прямых и косвенных доказательств присутствия в прошлом воды на поверхности Марса или в его глубине:
1. На поверхности Марса выявлено около 120 географических областей[18], носящих признаки эрозии, которая, скорее всего, протекала при участии жидкой воды. Большинство этих областей в средних и высоких широтах, причём большая их часть находится в южном полушарии. Это прежде всего дельта высохшей реки в кратере Эберсвальде[19]. Кроме того, к этим областям можно отнести другие участки поверхности Марса, такие как Великая северная равнина и равнины Эллада и Аргир.
2. Обнаружение марсоходом «Оппортьюнити» гематита — минерала, который не может образоваться в отсутствие воды[18].
3. Обнаружение марсоходом «Оппортьюнити» горного обнажения Эль-Капитан. Химический анализ слоистого камня показал содержание в нём минералов и солей, которые в земных условиях образуются во влажной тёплой среде. Предполагается, что когда-то этот камень находился на дне марсианского моря[18].
4. Обнаружение марсоходом «Оппортьюнити» камня «Эсперанс-6» (Esperance 6), в результате исследования которого был сделан вывод, что несколько миллиардов лет назад этот камень находился в потоке воды. Причём эта вода была пресной и пригодной для существования в ней живых организмов[20].

Остаётся открытым вопрос, куда ушла большая часть жидкой воды с поверхности Марса.
В то же время, вода имеется на Марсе и в наше время и находится она в нескольких формах:
1. Прежде всего, это полярные шапки Марса. При изучении с помощью современной аппаратуры в 2000 году[22] было доказано, что помимо твёрдого диоксида углерода в массе льдов марсианских полярных шапок содержится большое количество твёрдого водного льда (~2⋅1021граммов)[23][24].
2. Основные запасы марсианской воды, как считается на данный момент, сосредоточены преимущественно в так называемой криосфере — приповерхностном слое вечной мерзлоты мощностью в десятки и сотни метров. Исходя из собранных научных данных, существующие в настоящее время запасы воды (в форме льда) во всём объёме криолитосферы Марса, предположительно, составляют от 5,4⋅1022 граммов (54 млн км³) до 7,7⋅1022 граммов (77 млн км³)[24]. Также существует предположение, что под криолитосферой Марса существует область подмерзлотных солёных вод, о количестве которых пока трудно что-либо сказать, но предположительно они огромны[24].
3. Существует гипотеза, что под марсианскими полярными шапками могут существовать крупные реликтовые озера жидкой солёной воды. В статье, опубликованной в журнале Geophysical Research, учёные, изучавшие озеро Восток в Антарктиде, сообщили, что факт существования подлёдного озера на Земле может иметь значение для возможности наличия жидкой воды на Марсе. Так, учёные отметили, что если озеро Восток существовало ещё до начала многолетнего оледенения, то интересно, что оно так и не промёрзло до самого дна. В связи с этой гипотезой учёные считают, что если жидкая вода существовала на Марсе до образования полярных ледяных шапок на Марсе, то вполне вероятно, что под шапками могут находиться водяные озёра, которые даже могут содержать живые организмы[25].
4. Имеется гипотеза, что на Марсе в большом количестве и сейчас имеются водоёмы, но покрытые слоем льда, который в свою очередь скрыт слоем марсианской пыли[26].
5. Открытия, сделанные в последнее время, позволяют считать, что в небольшом количестве вода в жидком виде существует на поверхности Марса и в наше время. Так, космический зонд «Феникс» в 2008 году в одной из проб марсианского грунта обнаружил воду[27], а 4 августа 2011 года НАСА объявило, что при помощи космического аппарата Mars Reconnaissance Orbiter удалось обнаружить на поверхности Марса признаки сезонных ручьёв из жидкой воды[28]. В 2015 году американские учёные вновь подтвердили обнаружение сезонных ручьёв из жидкой воды[29].

Исследования проведённые в 2013 году с помощью инструмента Mars Climate Sounder установленного на аппарате MRO показали, что в марсианской атмосфере содержится большее количество водяного пара, чем предполагалось ранее и больше чем в верхних слоях атмосферы Земли. Он находится в водно-ледяных облаках, расположенных на высоте от 10 до 30 километров и сосредоточенных в основном на экваторе и наблюдающихся практически на протяжении всего года. Они состоят из частичек льда и водяного пара.

### Газовые гигантыи их спутники
Наличие подземных океанов предполагается у многих из покрытых льдом спутников внешних планет. В некоторых случаях считается, что слой океана, возможно, присутствовал в прошлом, но с тех пор в результате охлаждения превратился в твёрдый лёд.
В настоящее время считается, что жидкая вода имеется под поверхностью только нескольких галилеевых спутников Юпитера, например, таких как Европа (жидкая вода под ледяной поверхностью из-за приливного нагрева), и, с меньшей вероятностью, у Каллисто и Ганимеда.

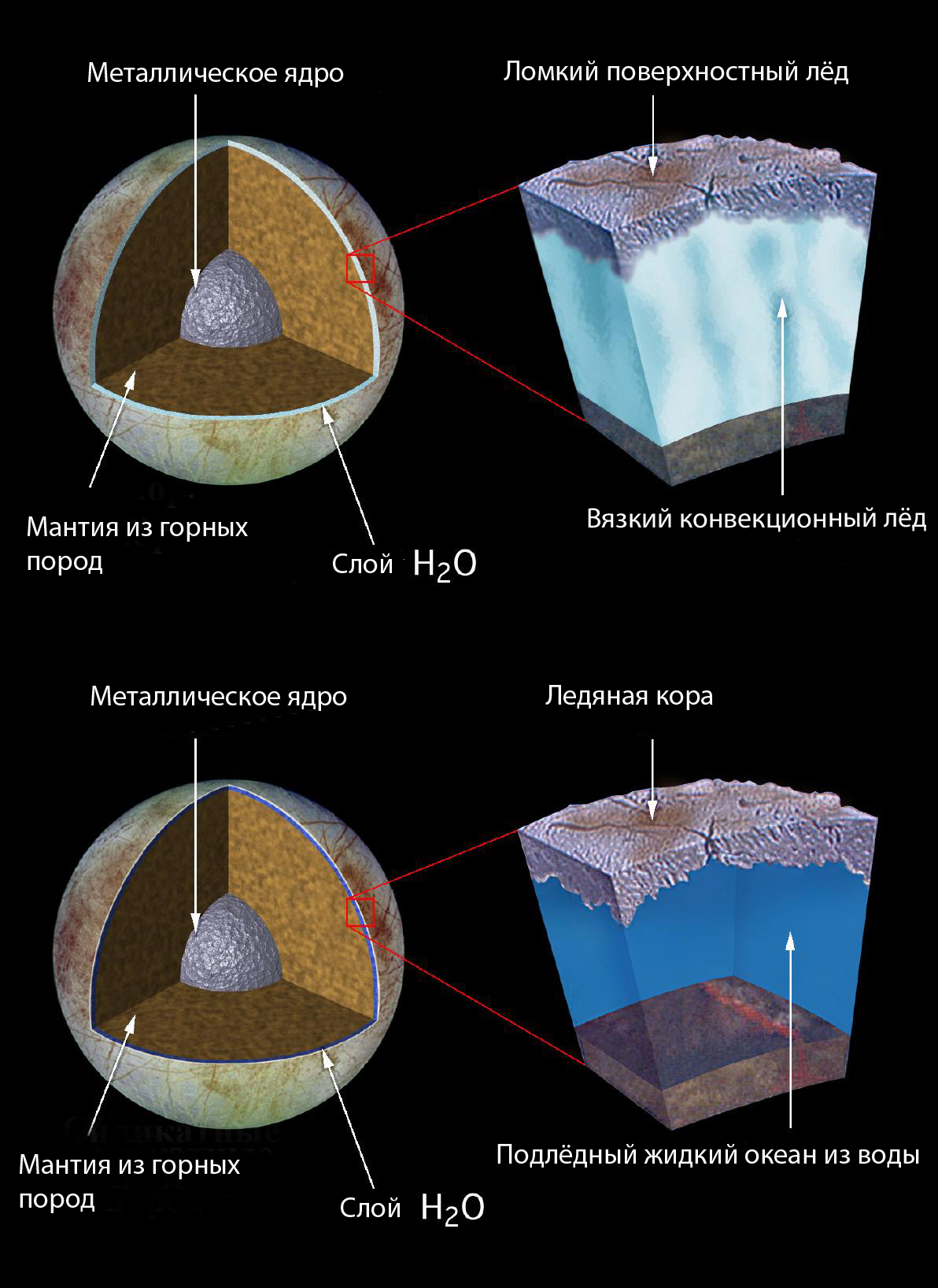
Две возможные модели внутреннего строения Европы

Модели, рассчитывающие сохранение тепла и нагревания с помощью радиоактивного распада в небольших ледяных телах, позволяют предположить, что Рея, Титания, Оберон, Тритон, Плутон, Эрис, Седна и Орк, возможно, имеют океаны под слоем твёрдого льда глубиной около 100 км. Особый интерес в этом случае представляет то, что, как предсказывают модели, жидкие слои могут находиться в прямом контакте с каменным ядром, что вызывает постоянное перемешивание минералов и солей в воде. Это составляет существенное отличие от океанов, которые могут быть внутри больших ледяных спутников, таких как Ганимед, Каллисто или Титан, где под слоем жидкой воды, скорее всего, располагается слой плотного льда.

#### Юпитер
Атмосфера Юпитера обладает газовым слоем, в котором, из-за схожих с земными температуры и давления, водяной пар может конденсироваться в капли.

#### Европа
Поверхность спутника полностью покрыта слоем воды толщиной предположительно 100 километров, частью в виде ледяной поверхностной коры толщиной 10—30 километров; частью, как полагают, — в виде подповерхностного жидкого океана. Ниже лежат горные породы, а в центре, предположительно, находится небольшое металлическое ядро Предполагается, что океан сформировался благодаря генерируемому приливами теплу. Нагревание вследствие радиоактивного распада, которое почти такое же, как и на Земле (на кг породы), не может обеспечить необходимый нагрев недр Европы, потому что спутник куда меньше. Поверхностная температура Европы в среднем около 110 К (—160 °С; —260 °F) на экваторе и всего 50 К (-220 °С; −370 °F) на полюсах, придавая поверхностному льду высокую прочность
Исследования, проведённые в рамках космической программы «Галилео», подтвердили доводы в пользу существования подповерхностного океана. Так, на поверхности Европы имеются «хаотические области», которые некоторые учёные интерпретируют как области, где через растаявшую ледяную корку видно подповерхностный океан. В то же время, большинство планетологов, изучающих Европу, склоняются к модели, называемой «толстым льдом», в которой океан редко (если это вообще случается) непосредственно взаимодействует с существующей поверхностью. В различных моделях приводятся разные оценки толщины ледяной оболочки, от нескольких километров до десятков километров. Предполагается, что океан может содержать жизнь.

#### Ганимед

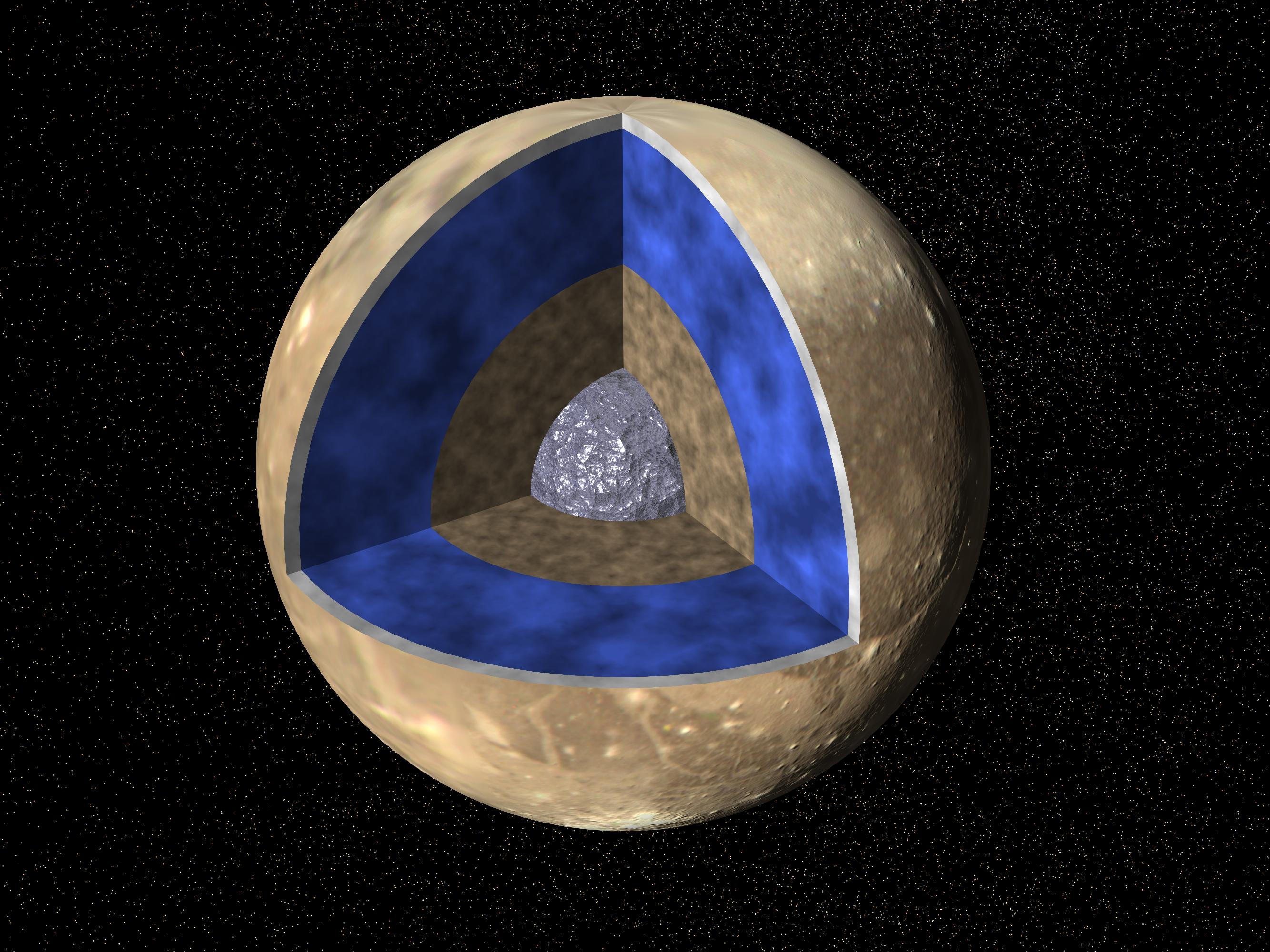
Внутреннее строение Ганимеда

Поверхность Ганимеда также покрывает кора из водяного льда толщиной 900—950 километров. Водяной лёд расположен практически на всей поверхности и его массовая доля колеблется в пределах 50—90 %
На Ганимеде есть полярные шапки, предположительно состоящие из водяного инея. Иней простирается до 40° широты. Впервые полярные шапки наблюдались при пролёте КА «Вояджер». Предположительно, полярные шапки Ганимеда сформировались из-за миграции воды к более высоким широтам и бомбардировки льда плазмой.
На Ганимеде также, скорее всего, имеется подземный океан между слоями льда под поверхностью, уходящий примерно на 200 километров вглубь и потенциально имеющий предпосылки к существованию жизни

#### Каллисто

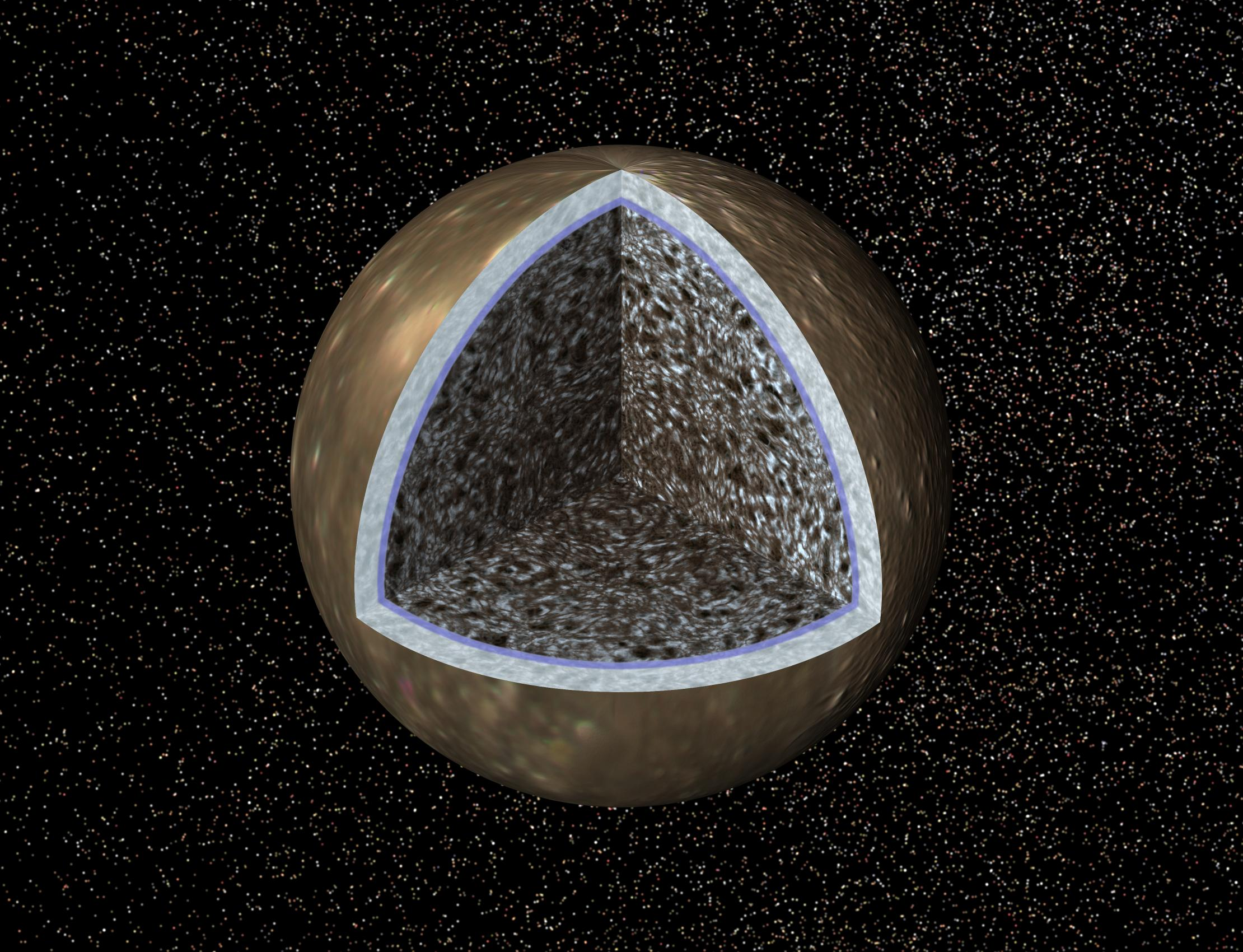
Внутреннее строение Каллисто

Спектроскопия выявила на поверхности Каллисто водяной лёд, массовая доля которого составляет от 25 до 50 %.
Поверхностный слой Каллисто покоится на холодной и жёсткой ледяной литосфере, толщина которой по разным оценкам составляет от 80 до 150 км.
Исследования, совершённые с помощью КА «Галилео», позволяют предположить наличие под ледяной корой солёного океана из жидкой воды глубиной 50-200 км, в котором возможна жизнь.
Было обнаружено, что магнитное поле Юпитера не может проникнуть в недра спутника, что предполагает собой наличие целого слоя из электропроводящей жидкости толщиной не менее 10 км. Существование океана становится более вероятным, если предположить наличие в нём небольших доз аммиака или иного антифриза с массовой долей в 5 % от совокупной массы жидкости. В таком случае, глубина океана может доходить до 250—300 км. Покоящаяся над океаном литосфера также может быть куда толще, чем считается, и её толщина может достигать 300 км.

#### Энцелад

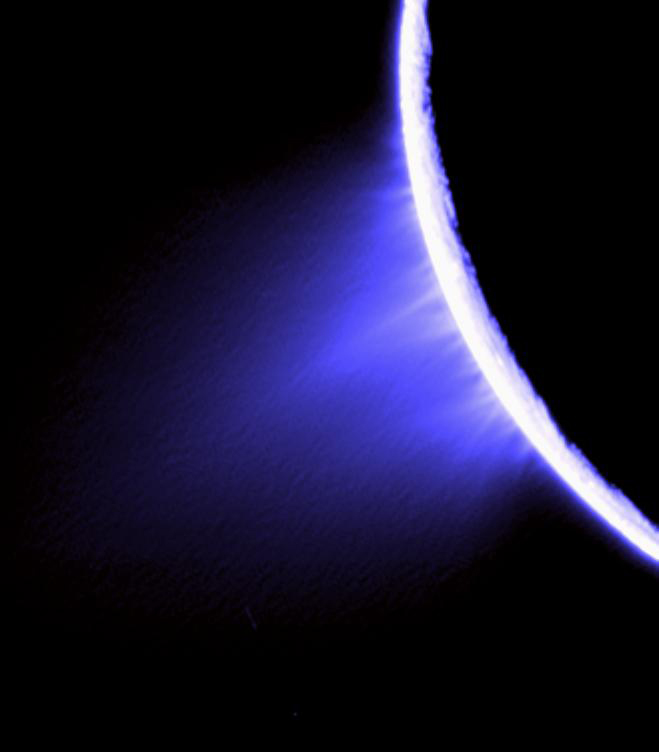
Спектрозональный снимок «Кассини» — водяной пар в южном полушарии Энцелада

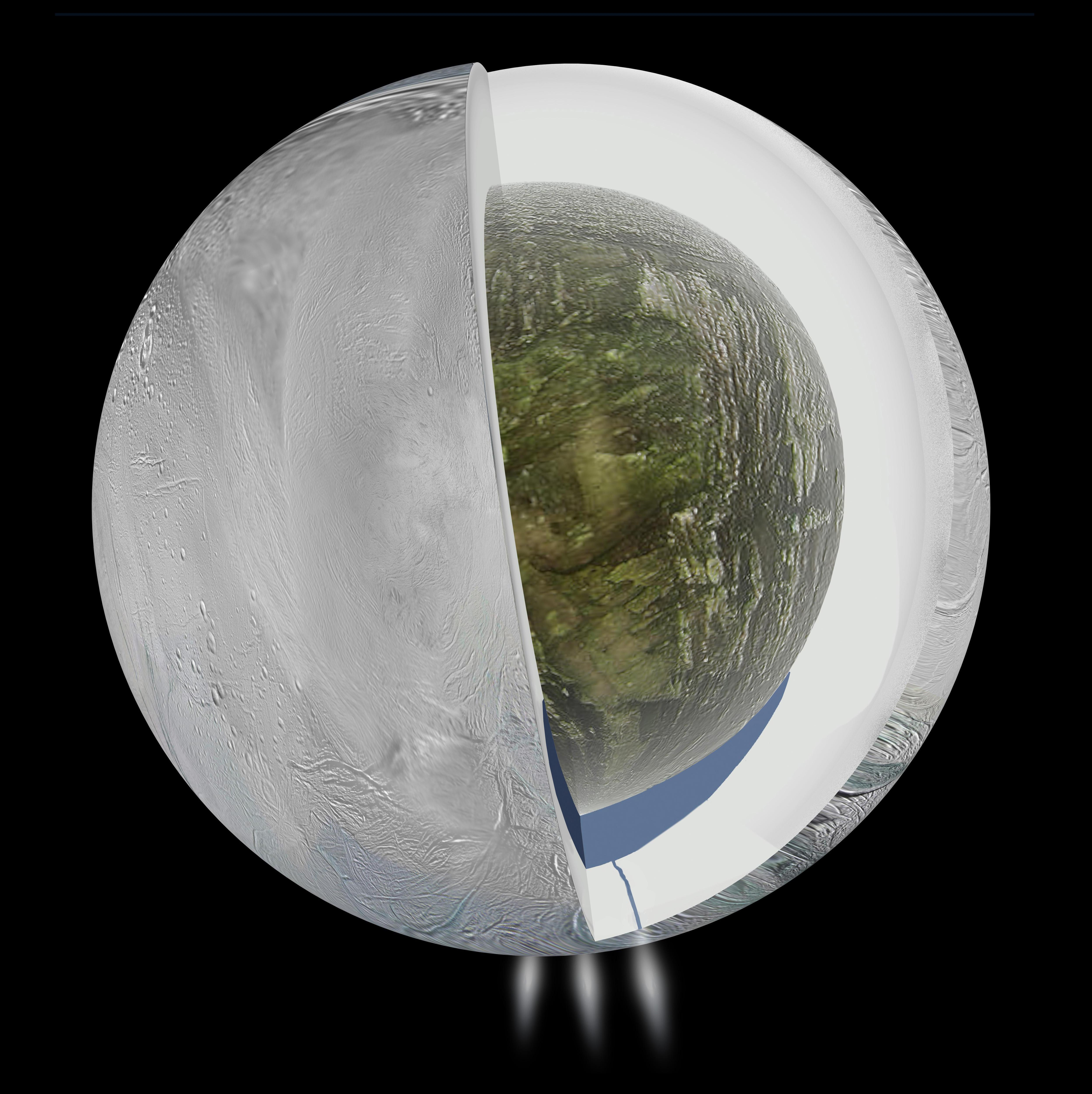
Предполагаемая схема подповерхностного океана Энцелада

Энцелад преимущественно состоит из водяного льда и имеет самую чистую в Солнечной системе ледяную поверхность.
Автоматическая станция «Кассини», достигшая в 2004 году системы Сатурна, зарегистрировала фонтаны воды высотой в многие сотни километров, бьющие из четырёх трещин, расположенных в районе южного полюса планеты. Впрочем, этом может быть и просто лёд. Вода может нагреваться из-за действия либо приливных, либо геотермальных сил. Извергающаяся из недр Энцелада вода, по всей видимости участвует в формировании кольца Е Сатурна.
Выдвинута гипотеза о наличии на Энцеладе солёных подземных океанов, что является предпосылкой к возникновению жизни.
Переданные «Кассини» в 2005 году снимки гейзеров, бьющих из «тигровых полос» (системы трещин на ледяной поверхности) на высоту 250 км, дали повод говорить о возможном наличии под ледяной корой Энцелада полноценного океана жидкой воды. Однако сами по себе гейзеры не являются доказательством наличия жидкой воды, а указывают в первую очередь на наличие тектонических сил, приводящих к смещению льда и образованию в результате трения выбросов жидкой воды.
4 апреля 2014 года в журнале Science были опубликованы результаты исследований международной группы, согласно которым на Энцеладе существует подповерхностный океан. В основу этого вывода легли исследования гравитационного поля спутника, сделанные во время трёх близких (менее 500 км над поверхностью) пролётов «Кассини» над Энцеладом в 2010—2012 годах. Полученные данные позволили учёным достаточно уверенно утверждать, что под южным полюсом спутника залегает океан жидкой воды. Размер водной массы сопоставим с североамериканским озером Верхним, площадь составляет около 80 тыс. км² (10 % от площади Энцелада); океан лежит на глубине 30—40 км, простирается вплоть до 50-х градусов южной широты (примерно до середины расстояния до экватора) и имеет глубину залегания 8—10 км. Дно, предположительно, каменное, состоящее из соединений кремния. Неясным остаётся наличие воды на северном полюсе Энцелада Наличие же воды на южном полюсе объясняется особенностями приливного разогрева спутника гравитационным воздействием Сатурна, которое обеспечивает существование воды в жидком виде, даже несмотря на то, что средняя температура поверхности Энцелада составляет около −180 °С.

#### Рея
Низкая средняя плотность Реи (1233 кг/м³) свидетельствует, что каменные породы составляют менее трети массы спутника, а остальное приходится на водяной лёд. Заднее полушарие спутника помимо тёмных участков имеет сеть ярких тонких полосок, которые предположительно образованы не в результате выброса воды или льда на поверхность (например, в результате криовулканизма), а просто являются ледяными хребтами и обрывами, как и на спутнике Диона. Кроме того, Рея покрыта разреженной атмосферой в виде тонкой оболочки, содержащей кислород и углекислый газ. Водяной лёд расщепляется мощным магнитным полем Сатурна и пополняет атмосферу кислородом. Общая потенциальная масса кислорода во льду Реи оценивается в 40 тысяч тонн.

#### Титан

Предполагаемая внутренняя структура Титана

Во время исследования Титана «Вояджером» на нём были обнаружены моря и озёра из жидкого метана. Исследования во время миссии Кассини-Гюйгенс вначале, при посадке зонда Гюйгенс на поверхность Титана, выявили лишь следы нахождения жидкости на планете, такие как русла высохших рек, однако сделанные позже космическим аппаратом Кассини радиолокационные снимки показали наличие углеводородных озёр вблизи северного полюса.
Согласно расчётам, Титан имеет твёрдое ядро, состоящее из скальных пород, диаметром около 3400 км, которое окружено несколькими слоями водяного льда. Внешний слой мантии состоит из водяного льда и гидрата метана, внутренний — из спрессованного, очень плотного льда.
Кроме того, не исключается, что на Титане имеется подземный океан воды под тонкой корой, состоящей из смеси льда и углеводородов. Мощное приливное действие Сатурна может привести к разогреву ядра и поддержанию достаточно высокой температуры для существования жидкой воды.
Сравнение снимков «Кассини» за 2005 и 2007 годы показало, что детали ландшафта сместились примерно на 30 км. Поскольку Титан всегда повёрнут к Сатурну одной стороной, такой сдвиг может объясняться тем, что ледяная кора отделена от основной массы спутника глобальной жидкой прослойкой.
Предполагается, что в воде содержится значительное количество аммиака (около 10 %), который действует на воду как антифриз, то есть понижает температуру её замерзания. В сочетании с высоким давлением, оказываемым корой спутника, это может являться дополнительным условием существования подповерхностного океана.
Согласно данным, обнародованным в конце июня 2012 году и собранным ранее КА «Кассини», под поверхностью Титана (на глубине около 100 км) действительно должен находиться океан, состоящий из воды с возможным небольшим количеством солей. В результатах нового исследования, опубликованных в 2014 году и основанных на гравитационной карте спутника, построенной на основании данных собранных «Кассини», учёные высказали предположение, что жидкость в океане спутника Сатурна отличается повышенной плотностью и экстремальной солёностью. Скорее всего, она представляет собой рассол в состав которого входят соли, содержащие натрий, калий и серу. Кроме того, в разных районах спутника глубина океана варьирует — в одних местах вода промерзает, изнутри наращивая ледяную корку, покрывающую океан, и слой жидкости в этих местах практически не сообщается с поверхностью Титана. Сильная солёность подповерхностного океана делает практически невозможным существование в нём жизни.

### Ледяные гигантыи их спутники
Уран и Нептун могут иметь крупные океаны, состоящие из горячей, находящейся под большим давлением, воды. Хотя на данный момент внутренняя структура этих планет не очень понятна. Некоторые астрономы считают, что эти планеты принципиально отличаются от газовых гигантов Юпитера и Сатурна, и выделяют их в отдельный класс «ледяных гигантов».

#### Титания
Спутник состоит предположительно на 50 % из водного льда. С помощью инфракрасной спектроскопии, сделанной в 2001—2005 годах было подтверждено наличие водного льда на поверхности спутника
По одной из моделей, Титания состоит из каменного ядра, окружённого ледяной мантией. Текущее состояние ледяной мантии остаётся неясным. Если лёд содержит достаточное количество аммиака или любого другого антифриза, то у Титании может иметься слой жидкого океана на границе мантии с ядром. Толщина данного океана, если он существует, может доходить до 50 километров, а его температура составит около 190 К.

### Карликовые планеты и кометы

#### Церера
Карликовая планета Церера содержит большое количество водяного льда и может обладать разреженной атмосферой. Температура на планете слишком низкая, чтобы вода существовала в жидком виде, но в случае наличия на планете аммиака, который в растворе с водой обладает эффектом антифриза, это возможно. Более подробная информация станет доступной в 2015 году, когда космический аппарат «Рассвет» достигнет Цереры.

#### Вильда
Кометы содержат большой процент водяного льда, но из-за их малого размера и большого расстояния от Солнца наличие жидкой воды на них считается маловероятным. Тем не менее, исследование пыли, собранной из кометы Вильда, показало наличие в прошлом жидкой воды внутри кометы. Пока ещё неясно, что явилось источником тепла, который вызвал таяние водяного льда внутри кометы.

## Вода за пределами Солнечной системы
Большинство из тысяч обнаруженных внесолнечных планетных систем сильно отличаются от нашей, что позволяет считать нашу Солнечную систему принадлежащей к редкому типу. Задачей современных исследований является обнаружение планеты размером с Землю в обитаемой зоне своей планетной системы (Зоне Златовласки). Кроме того, океаны могут находиться и на крупных (размером с Землю) спутниках планет-гигантов. Хотя сам по себе вопрос существования столь крупных спутников является дискуссионным, телескоп Кеплера обладает достаточной чувствительностью, чтобы обнаружить их. Имеется мнение, что каменистые планеты, содержащие воду, сильно распространены по всему Млечному Пути.
В 2013 году астрономам при помощи космического телескопа «Хаббл» удалось найти признаки водяного пара в атмосферах пяти экзопланет. Все они относятся к категории «горячих юпитеров»: WASP-17 b, WASP-19 b, HD 209458 b, WASP-12 b, XO-1 b.

### 55 Рака f
55 Рака f представляет собой крупную планету, орбита которой проходит в обитаемой зоне звезды 55 Рака. Её состав неизвестен, но предполагается, что она может быть серным или водным гигантом. Кроме того, если она имеет скалистые луны, то на них может присутствовать жидкая вода.

### AA Тельца
АА Тельца представляет собой молодую звезду, возраст которой составляет менее миллиона лет, вокруг которой имеется протопланетный диск. В протопланетном диске звезды орбитальный инфракрасный телескоп Спитцер обнаружил молекулы, такие как цианид водорода, ацетилен и углекислый газ, а также пары воды. В случае, если на определённом расстоянии от звезды в протопланетном диске имеются твёрдые объекты, то они могли бы конденсировать воду на своей поверхности.

### COROT-7b
COROT-7b представляет собой экзопланету почти в два раза больше Земли по диаметру, вращающуюся очень близко к своей звезде. В начале 2009 года она была обнаружена космическим телескопом COROT. Температура на поверхности планеты, по расчётам, будет в диапазоне 1000—1500 градусов по Цельсию, но так как состав планеты неизвестен, можно предположить, что поверхность планеты либо представляет собой расплавленную лаву, либо окутана толстым слоем облаков из водяного пара. Планета также может состоять из воды и горных пород в почти равных количествах. В случае, если COROT-7b богат водой, он может быть планетой-океаном.

### COROT-9b
COROT-9b представляет собой экзопланету размером с Юпитер, орбита которой проходит в 0,36 а. е. от своей звезды. Температура на поверхности может колеблется от −20 градусов до 160 градусов по Цельсию. COROT 9b является газовым гигантом, но не является горячим юпитером. Атмосфера состоит из водорода и гелия, однако в составе планеты с массой до 20 земных масс ожидается наличие других компонентов, таких как вода и горные породы при высоких давлениях и температурах.

### Глизе 581
В системе Глизе 581 имеется три планеты, возможно имеющих жидкую воду на своей поверхности: это Глизе 581 c, Глизе 581 d и Глизе 581 g.
Глизе 581 c находится в обитаемой зоне и может иметь на своей поверхности жидкую воду.
Глизе 581 d выглядит даже лучшим кандидатом на наличие жидкой воды. Орбитальный период, который первоначально оценивался в 83 дня, позже был пересмотрен до 66 дней. В мае 2019 года были опубликованы данные, что планета, возможно, имеет плотную атмосферу, водные океаны и даже следы жизни.
Некоторое время Глизе 581 g считалась ещё одним хорошим кандидатом на жидкую воду. Предполагалось, что эта планета в три-четыре раза массивнее Земли, но при этом слишком мала, чтобы быть газовым гигантом. Её орбитальный период был рассчитан в 37 дней, и таким образом, считалось, что она находится в середине обитаемой зоны своей звезды. Однако астрономы из Европейской южной обсерватории (ESO), осуществляя более точные наблюдения при помощи спектрографа HARPS, показали, что Gliese 581 g не существует — она является ошибкой измерений. Однако позже, на основе дополнительных данных, существование планеты было подтверждено, и в настоящее время планета занимает первое место в числе 6 планет с наивысшей вероятностью пригодности для развития жизни (её соседка по орбите Глизе 581 d пятая в этом списке).

### GJ 1214 b
GJ 1214 b в три раза больше Земли и в 6,5 раз массивнее. По массе и радиусу предполагалось, что планета состоит по массе на 75 % из воды и на 25 % из каменистых материалов, а атмосфера планеты содержит водород и гелий и составляет 0,05 % массы планеты. Однако по последним данным астрономов было обнаружено, что атмосфера состоит из паров металлов, 10 % атмосферы представляет собой водяной пар. Согласно дополнительным исследованиям, опубликованным в феврале 2012 года, в атмосфере планеты вода составляет не менее половины массы.

### HD 85512 b
HD 85512 b была открыта в августе 2011 года. Она больше, чем Земля, но достаточно мала, чтобы быть скалистым миром, а не газовым гигантом. Она находится на границе обитаемой зоны своей звезды и, возможно, имеет жидкую воду на своей поверхности.

### MOA-2007-BLG-192Lb
Представляет собой сверхземлю, которая вращается вокруг коричневого карлика. Предположительно, поверхность планеты может быть покрыта глубоким океаном.

### TW Гидры
В протопланетном диске молодой звезды обнаружено большое количество воды.

### K2-18 b
Планета K2-18b располагается в 110 световых годах от Земли. Её открыл в 2015 году орбитальный телескоп «Kepler». Планета вращается вокруг красного карлика K2-18 из созвездия Льва в «зоне обитаемости». Она относится к типу суперземель — её масса в 8 раз больше земной, а по размерам она вдвое больше Земли. Для исследования атмосферы K2-18b учёные использовали данные телескопа «Хаббл». С 2016 по 2017 годы на его снимки попало восемь транзитов этой планеты. Результат показал, что в атмосфере K2-18b присутствуют пары воды, а также молекулы водорода и гелия. Астрономы выяснили, что атмосфера планеты может более чем наполовину состоять из водяного пара. На 2019 год это единственная известная учёным экзопланета, на которой есть и жидкая вода, и приемлемые температуры для возникновения жизни. Результаты исследования описаны в научном журнале Nature Astronomy. Несмотря на это, Ангелос Циарас, один из авторов исследования, сообщил, что условия на её поверхности гораздо суровее земных и состав атмосферы у неё иной. Тем не менее, планета K2-18b станет целью для будущих исследований, благодаря которым астрономы смогут узнать о климате на потенциально обитаемых планетах, их составе и эволюции.